# Роберто Лопес Уфарте
Роберто Лопес Уфарте (ісп. Roberto López Ufarte, нар. 19 квітня 1958, Фес) — іспанський футболіст, що грав на позиції нападника, зокрема за «Реал Сосьєдад», а також національну збірну Іспанії.
Дворазовий чемпіон Іспанії. Володар Кубка Іспанії. Володар Суперкубка Іспанії з футболу. 

## Клубна кар'єра
Народився 19 квітня 1958 року в марокканському Фесі, у дитячому віці повернувся на батьківщину батьків, до Іспанії, де родина оселилася в Іруні. Вихованець футбольної школи клубу «Реал Уніон». Дорослу футбольну кар'єру розпочав 1973 року в основній команді того ж клубу, в якій провів два сезони. 
Своєю грою за цю команду привернув увагу представників тренерського штабу клубу «Реал Сосьєдад», до складу якого приєднався 1975 року. Відіграв за клуб із Сан-Себастьяна наступні дванадцять сезонів своєї ігрової кар'єри. Більшість часу, проведеного у складі «Реал Сосьєдада», був основним гравцем атакувальної ланки команди. 1981 року допоміг команді здобути перший в її історії титул чемпіона Іспанії, а наступного сезону захистити цей титул. Також ставав володарем Суперкубка Іспанії з футболу і національного кубка.
Протягом 1987—1988 років захищав кольори мадридського «Атлетіко», а наступний, останній у своїй професійній футбольній кар'єрі, сезон відіграв за «Реал Бетіс».

## Виступи за збірну
1977 року дебютував в офіційних матчах у складі національної збірної Іспанії. Протягом кар'єри у національній команді, яка тривала 6 років, провів у формі головної команди країни 15 матчів, забивши 5 голів.
У складі збірної був учасником домашнього для іспанців чемпіонату світу 1982 року, де взяв участь у чотирьох з п'яти матчів господарів на турнірі і став автором єдиного м'яча своєї команди у стартовій грі проти збірної Гондурасу, який приніс їй нічию 1:1.

## Титули і досягнення
- Чемпіон Іспанії (2):

«Реал Сосьєдад»: 1980-1981, 1981-1982
- Володар Кубка Іспанії (1):

«Реал Сосьєдад»: 1986-1987
- Володар Суперкубка Іспанії з футболу (1):

«Реал Сосьєдад»: 1982